# Olvadóbiztosító

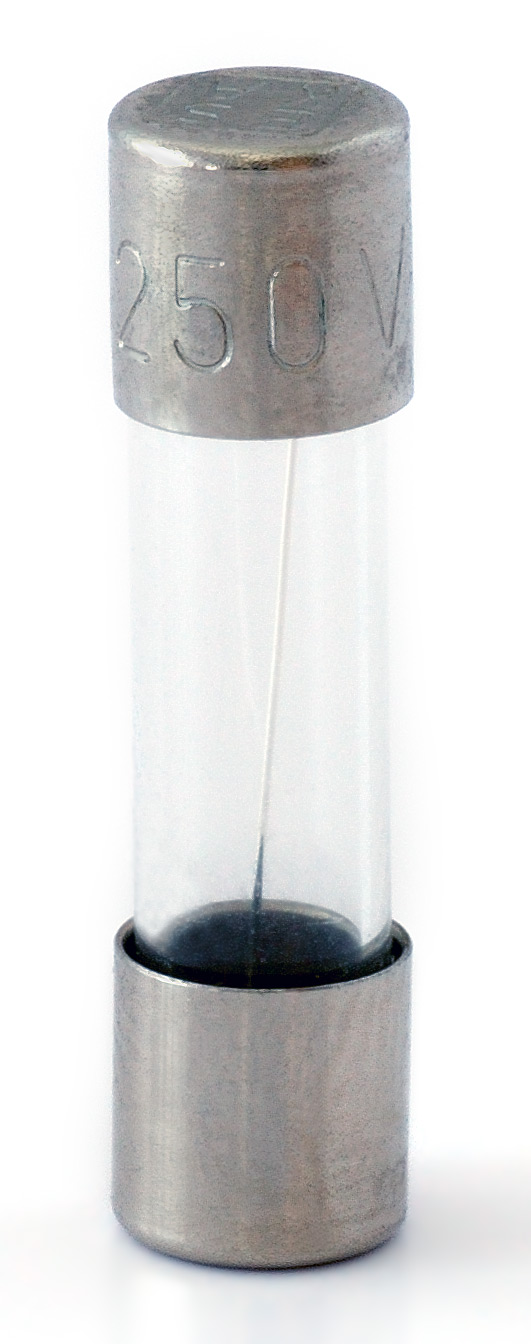
A biztosító belsejében látható a vékony olvadószál

Az olvadóbiztosító (a köznyelvben téves elnevezéssel biztosíték) olyan készülék, melynek elsődleges feladata az áramköri elemek (vezetékek, villamos motorok, elektronikai berendezések) védelme a túlterhelési- és zárlati áramok káros hatása ellen, vagyis az áramkör megszakítása az erre a célra méretezett, vékony huzal kiolvadásával. Másodlagos feladatuk a névleges elektromos áramerősségüknél nem nagyobb áramok üzembiztos vezetése. Az áramkörbe sorosan kötve egy meghatározott áramerősségnél túlmelegedik, megolvad és megszakítja az áramkört.

## Története
Elsőként Louis François Clément Breguet francia fizikus használt 1847-ben vékony vezetéket a távíróvezetékek villámlástól való védelmére. Aztán az 1860-as években a vékony vezetéket a fólia helyettesítette.
Később már üvegből vagy kerámiából készült szigetelő patronban helyezték el az apró, fém végződésű huzalt, hogy az áram megszakadásakor keletkező villamos ív és olvadt fémcseppek ne okozzanak további károkat. Még később az egyre nagyobb teljesítménynek és változatos igényeknek megfelelően egyre több változata alakul ki. Mivel csak egyszer használhatóak és cserélésük is időigényes, egyre többször alkalmaznak helyettük megszakítókat.

## Fajtái
- Névleges feszültségük szerint:
  - nagyfeszültségű (középfeszültségű),
  - kisfeszültségű.
- Kiolvadási jelleggörbéjük szerint:
  - késleltetett (lomha),
  - mérsékelten lomha,
  - normál,
  - gyors (hirtelen),
  - igen gyors (ultragyors), illetve
  - kombinált (lomha-gyors).

Szerkezeti felépítésük általában a felhasználási terület szerint változik.

## Hálózati feszültségnél használt biztosítók

### Diazed rendszerű

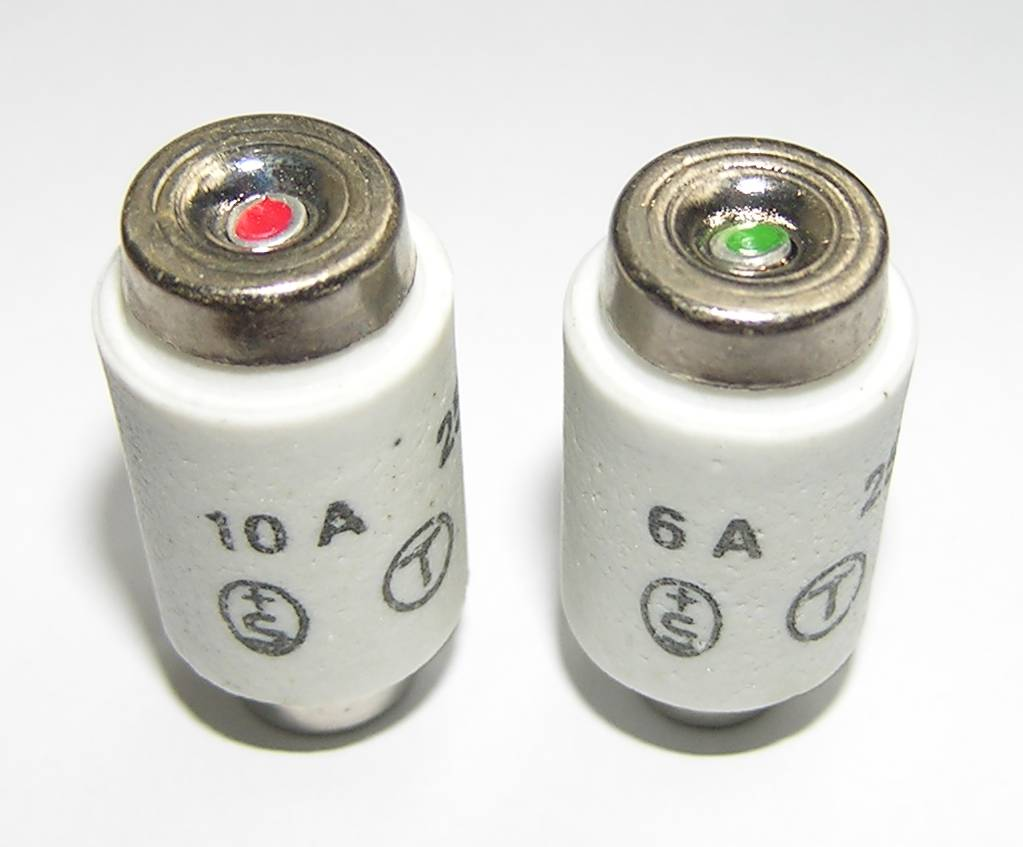
D rendszerű olvadóbetétek

A diazed háztartásokban való használatra kifejlesztett, érintésvédett, csavarós biztosító rendszer. Az aljzatba szerelt illesztőgyűrű mérete megakadályozza, hogy nagyobb értékű betétet helyezzenek bele. A betét kiolvadását egy rugóra erősített színes gomb előugrása jelzi. A színek 4-200 amper erősségig jelzik a betét névleges áramerősségét. Elterjedt áramértékek: 2, 4, 6, 10, 16, 20, 25, 35, 50, 63, 80, 100, 125, 160, 200 amper .

### Nagy teljesítményű, késes rendszerű
A késes rendszerű biztosítók ipari alkalmazásra készülnek, legkisebb megszakítóképességük 50 kA. Az olvadóbetétek eltávolítása egy rájuk kapcsolható fogantyúval lehetséges, a szorítólapok nagy ereje miatt.
Méretek: NH 000, 00, 0, 1, 2, 3, 4, 4a.

### Csöves rendszerű

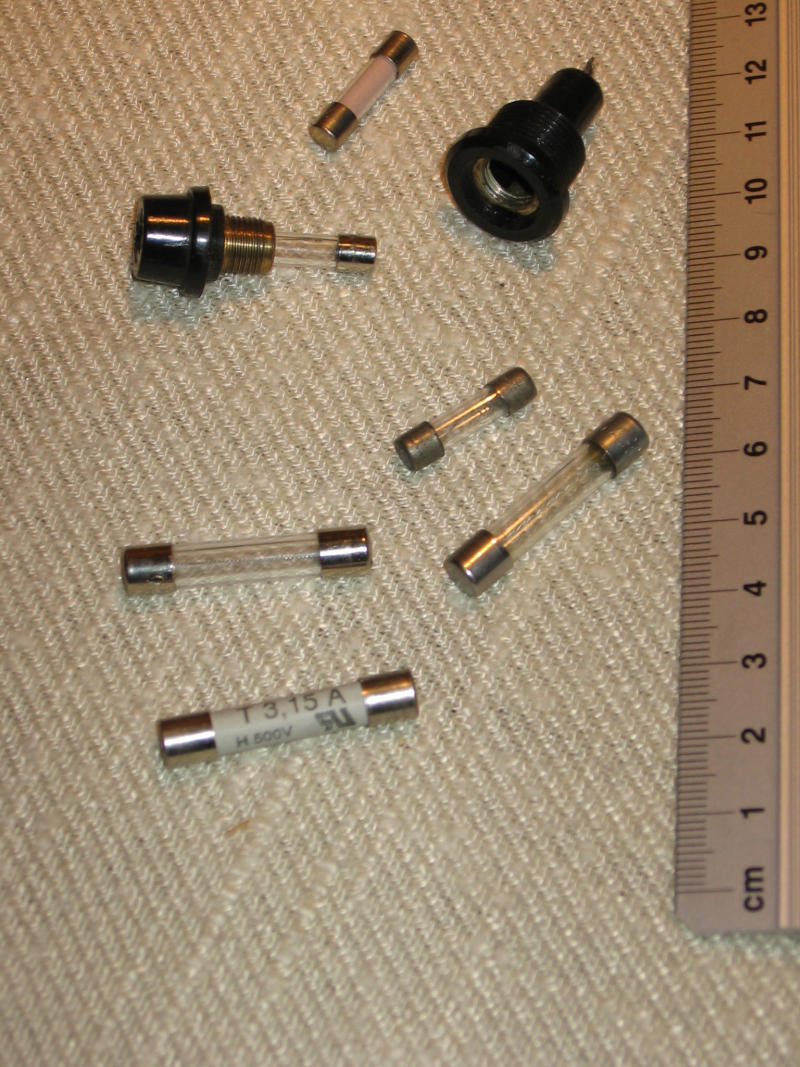

A csöves (ún. Wickmann-)biztosítók elektronikai, kis teljesítményű alkalmazásra készülnek. Az olvadószál vagy átlátszó üvegcsőben, vagy kerámia csőben van elhelyezve. (Az üvegházas biztosítónál vizuálisan ellenőrizhető az olvadószál épsége.)
A nálunk is általánosan használt biztosító 20 mm hosszú és 5 mm átmérőjű. Használatosak (inkább az angolszász országokban, illetve a magasabb feszültség tartományokban) nagyobb (32 mm hosszú és 6,3 mm átmérőjű), valamint újabban rövidebb Wickmann biztosítók is.
A biztosító lehet nagyon gyors (jelölése: FF), gyors (F), normál (N), mérsékelten lassú (M), lassú (T), és nagyon lassú (TT) kiolvadású. Utóbbiaknál az olvadószál felmelegedését nagyobb hőtehetetlenséget biztosító fémcseppnek az olvadószálra helyezésével késleltetik. A nagyobb feszültségen alkalmazott nagy áramú gyors kioldású biztosítóknál úgy érik el a kiolvadáskor keletkező ív gyors megszakítását, hogy az üvegcsövet kvarchomokkal töltik, mely az ív hatására megolvadva megszakítja az ívet.
Azt, hogy különböző mértékű túláram esetén mennyi idő elteltével olvadjon (és szakítsa meg az áramkört) a biztosító, szabvány írja elő.

## Gépjárműveknél használt biztosítók
Maximum 24 voltos feszültség mellett alkalmazhatóak.

### Késes rendszerű

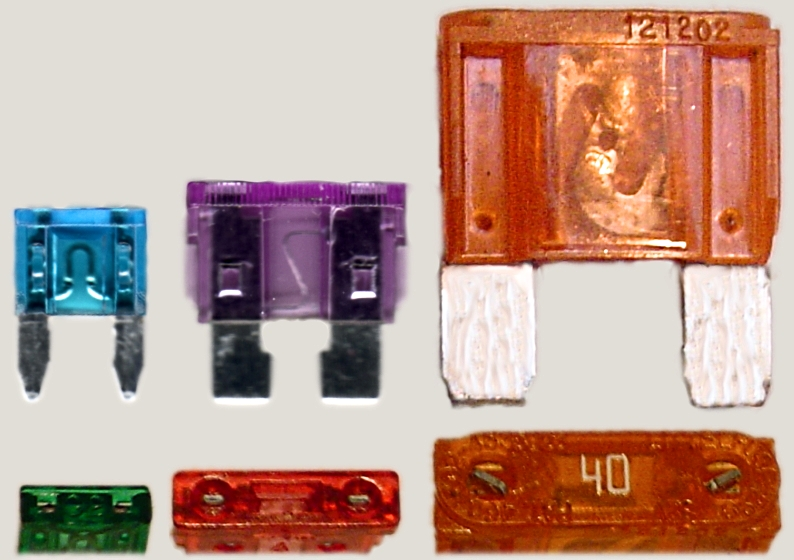
Autókban alkalmazott késes biztosítók

A 2000-es években legelterjedtebb késes (blade) biztosítók három méretben készülnek:
- mini: 10,9 × 3,6 × 16,3 mm (2, 3, 4, 5, 7,5, 10, 15, 20, 25 és 30 A)
- ATO (Automotive Technology Organization): 19,1 × 5,1 × 18,5 mm (1, 2, 3, 4, 5, 7,5, 10, 15, 20, 25, 30 és 40 A)
- maxi: 29,2 × 8,5 × 34,3 mm (20, 30, 40, 50, 60, 70 és 80 A)

Mini és ATO színkódolás:
| Szín        | Névleges áram [A] |
| ----------- | ----------------- |
| fekete*     | 1                 |
| szürke      | 2                 |
| ibolya      | 3                 |
| rózsaszín   | 4                 |
| narancs     | 5                 |
| barna       | 7,5               |
| piros       | 10                |
| kék         | 15                |
| sárga       | 20                |
| átlátszó    | 25                |
| zöld        | 30                |
| kékes zöld* | 35                |
| borostyán*  | 40                |

* = csak ATO kivitelben
Maxi szín kód:
| Szín         | Névleges áram [A] |
| ------------ | ----------------- |
| sárga        | 20                |
| szürke       | 25                |
| zöld         | 30                |
| barna        | 35                |
| narancs      | 40                |
| piros        | 50                |
| vízkék       | 60                |
| világosbarna | 70                |
| átlátszó     | 80                |

### Bosch rendszerű
Európában gyártott autókban alkalmazták, a DIN 72581/1 szabvány szerint készültek 5, 8, 16, 25 amper áramerősségre.

### Lucas rendszerű
A Brit-szigeteken gyártott autókban alkalmazták, 1" vagy 1,25"-es méretekben, 1,5-30 amper áramerősségekre.